# 李武陵
李武陵（1981年7月17—），生於台灣台東縣，前中華民國陸軍上尉參謀，是中華民國在1949年後第一位自美國西點軍校畢業的台灣軍人。

## 生平
陸軍官校大學部（七十二期），陸軍官校一年級時獲甄選進入陸軍官校「英訓班」就讀。曾經接受過陳水扁接見並授予少尉官階。
2000年西點軍校開放亞洲國家甄選軍校生就讀，李武陵成績在亞洲國家千位競試軍校生中排第五名，進入西點軍校就讀。2004年，完成學業返國，為1949年後台灣第一位自西點軍校畢業的軍官。將其美式的管教作風帶進部隊後深受好評，備受長官與部屬肯定，曾經參加過2008年漢光22號演習，被時任國防部長李傑點名晉升上尉。
在服役10年後，向陸軍呈報退伍，2014年7月生效。